# Металічні кристали
Металі́чні криста́ли — кристалічні речовини, всі атоми яких об'єднані металічними зв'язками, валентні електрони металу при цьому делокалізовані по всьому простору кристалічної ґратки, утвореної його позитивно зарядженими йонами. Стабілізуються електронним газом, який може вільно переміщатись у кристалі, що зумовлює високу електричну провідність металів.
Металічні кристали внаслідок нелокалізованого зв'язку характеризуються високим координаційним числом (КЧ), електро- і теплопровідністю, блиском, пластичністю й ковкістю. Для них найхарактерніші три типи ґраток: кубічна гранецентрована (КЧ 12), гексагональна (КЧ 12) та кубічна об'ємноцентрована (КЧ 8). У щільній гексагональній ґратці кристалізуються Mg, Be, Zn; у щільній кубічній гранецентрованій — Al, Cu, Ag, Au, Ni; у кубічній об'ємноцентрованій (ОЦК) — лужні метали, Cr, V, Pb, W та ін. У перших двох ґратках кожний атом на однаковій відстані оточений 12 іншими атомами. Таке розміщення відповідає найщільнішому заповненню простору однаковими сферами. ОЦК ґратка більш пориста. Кожний атом має вісім рівновіддалених сусідів і шість віддаленіших, тому можна вважати, що КЧ центрального атома дорівнює 14. Між кулями найщільнішої упаковки містяться октаедричні та тетраедричні порожнини, наявність яких пояснює деякі властивості металів та їхніх сполук.
Існують речовини, кристалічні ґратки яких можна розглядати як проміжні. Наприклад, у графіті, який має шарувату гексагональну структуру, атоми Карбону у межах одного шару утворюють три ковалентні зв'язки з трьома іншими атомами. Четвертий зв'язок атомів делокалізований у межах усього кристалу. Вуглецеві шари об'єднуються в кристалічну ґратку за рахунок міжмолекулярних сил. Міцність зв'язків у площині значно більша, ніж між шарами. Тому ґратку графіту можна розглядати і як атомну, і як металічну, що пояснює електропровідність графіту, його м'якість і металічний блиск.
Багатьом металам, особливо перехідним, властивий поліморфізм.
У кристалічних ґратках металів можуть бути як точкові, так і лінійні дефекти, які впливають на їхні фізико-хімічні властивості.
Хімічні та фізичні властивості металічних кристалів зумовлені утворенням металічного зв'язку.